# Andres Alver
Andres Alver (* 23. Dezember 1953 in Tartu) ist ein estnischer Architekt und Architekturprofessor.

## Leben
Andres Alver schloss 1973 sein Architektur-Studium am Staatlichen Estnischen Kunstinstitut (Eesti Riiklik Kunstiinstituut) ab. Seit 1983 ist er Dozent an der Estnischen Kunstakademie in Tallinn. Er ist Architekt  und Planer zahlreicher, für die estnische Architektur wegweisender Bauten in Nordestland. Darüber hinaus ist Alver an Projekten der Stadtplanung von Tallinn beteiligt, u. a. war er Sieger beim Wettbewerb für die Neugestaltung des Freiheitsplatzes (estnisch Vabaduse väljak) 1998.
1980 erhielt Alver für sein Schaffen den Kristjan-Raud-Preis verliehen.
Andres Alver lebt heute in Viimsi. Er ist als Professor für Städteplanung der Estnischen Kunstakademie tätig. Darüber hinaus leitet er das Architektenbüro Alver ja Trummal Arhitektuuribüroo in Tallinn.

## Architektur (Auswahl)
- Ferienzentrum in Loksa (1981)
- Bürohaus in Tallinn, Pae tänav 12 (1988)
- Wohnhaus in Tallinn, Raua tänav 16a (1991)
- Toidutare in Pirita (1992, gemeinsam mit Tiit Trummal)
- Dienstleistungszentrum in Tallinn, Pärnu maantee 139c (1995, gemeinsam mit Tiit Trummal)
- Wohnhaus in Tallinn, Kentmanni 15 (1998, gemeinsam mit Tarmo Laht)

## Wissenschaftliche Werke (Auswahl)
- Üle majade. Tallinn 1999 (gemeinsam mit Veljo Kaasik und Tiit Trummal)